# Bắt giữ proton
Bắt giữ proton là loại phản ứng hạt nhân trong đó một hạt nhân nguyên tử va chạm với một proton và hợp nhất để tạo thành một hạt nhân nặng hơn, và chỉ phát ra bức xạ gamma. Loại phản ứng này được mô tả chính thức bằng ký hiệu là {\displaystyle (\mathrm {p} ,\gamma )}.
Tiết diện hiệu dụng của phản ứng {\displaystyle (\mathrm {p} ,\gamma )} bị ảnh hưởng mạnh mẽ bởi điện tích của hạt nhân nguyên tử mà proton được thêm vào.
Vì các proton mang điện tích dương giống như hạt nhân nguyên tử, nên lực tĩnh điện đẩy nó ra xa nhau. Do đó quá trình các proton đi vào hạt nhân khó khăn hơn nhiều so với neutron tích điện trung tính. Chỉ khi động năng của proton có đủ để vượt qua hàng rào thế Coulomb và đến gần hạt nhân nguyên tử để bắt giữ.
Sự bắt giữ proton đóng một vai trò quan trọng trong quá trình tổng hợp hạt nhân vũ trụ của các đồng vị giàu proton. Trong các ngôi sao , nó có thể tiến hành theo hai cách: như một quá trình nhanh (quá trình rp) hoặc quá trình chậm (quá trình p).